# Power Book II: Ghost
Power Book II: Ghost es una serie de televisión de drama creada por Courtney A. Kemp, que se estrenó el 6 de septiembre de 2020 en Starz, y es una serie derivada de Power. En septiembre de 2020, la serie fue renovada para una segunda temporada, que se estrenó el 21 de noviembre de 2021.
En diciembre de 2021, la serie fue renovada para una tercera temporada, que se estrenó el 17 de marzo de 2023. En enero de 2023, la serie fue renovada para una cuarta temporada.
En marzo de 2024, se anunció que la cuarta temporada era la última de la serie y estaría dividida en dos partes: La primera se estrenó el 7 de junio de 2024 y la segunda se estrenó el 6 de septiembre de 2024.

## Sinopsis
Power Book II: Ghost recoge la narración sólo días después del final de Power. La secuela sigue a Tariq navegando por su nueva vida, en la que su deseo de deshacerse del legado de su padre se enfrenta a la creciente presión de salvar a su familia.

## Elenco y personajes
| Personaje                  | Interpretado por       | Temporadas | Temporadas | Temporadas | Temporadas |
| Personaje                  | Interpretado por       | 1          | 2          | 3          | 4          |
| -------------------------- | ---------------------- | ---------- | ---------- | ---------- | ---------- |
| Tariq St. Patrick          | Michael Rainey Jr.     | Principal  | Principal  | Principal  | Principal  |
| Cooper Saxe                | Shane Johnson          | Principal  | Principal  | Principal  |            |
| Brayden Weston             | Gianni Paolo           | Principal  | Principal  | Principal  | Principal  |
| Caridad “Carrie” Milgram   | Melanie Liburd         | Principal  | Principal  |            |            |
| Dru Tejada                 | Lovell Adams-Gray      | Principal  | Principal  | Principal  | Principal  |
| Ezekiel “Zeke” Cross       | Daniel Bellomy         | Principal  | Principal  |            | Invitado   |
| Tameika Washington         | Quincy Tyler Bernstine | Principal  | Invitada   | Invitada   |            |
| Lauren Baldwin             | Paige Hurd             | Principal  | Principal  | Principal  |            |
| Lorenzo “Cane” Tejada Jr.  | Woody McClain          | Principal  | Principal  | Principal  | Principal  |
| Jabari Reynolds            | Justin Marcel McManus  | Principal  | Invitado   |            |            |
| Davis MacLean              | Method Man             | Principal  | Principal  | Principal  | Principal  |
| Diana Tejada               | LaToya Tonodeo         | Principal  | Principal  | Principal  | Principal  |
| Monet Tejada               | Mary J. Blige          | Principal  | Principal  | Principal  | Principal  |
| Tasha St. Patrick          | Naturi Naughton        | Principal  | Invitada   | Invitada   | Invitada   |
| Dante “Mecca” Spears       | Daniel Sunjata         |            | Principal  |            | Invitado   |
| Jenny Sullivan             | Paton Ashbrook         | Invitada   | Principal  | Principal  |            |
| Lorenzo Tejada             | Berto Colon            | Recurrente | Principal  | Recurrente | Invitado   |
| Effie Morales              | Alix Lapri             | Recurrente | Principal  | Principal  | Principal  |
| Concejal Rashad Tate       | Larenz Tate            | Recurrente | Principal  | Principal  | Recurrente |
| Keke Travis                | Moriah Brown           |            |            | Principal  |            |
| Detective Blanca Rodriguez | Monique Curnen         | Recurrente | Invitada   | Principal  | Invitada   |
| Harper Bonet               | Keesha Sharp           |            |            | Principal  |            |
| Lucas Weston               | David Walton           |            |            | Principal  |            |
| Noma Asaju                 | Caroline Chikezie      |            |            | Recurrente | Principal  |
| Don Carter                 | Michael Ealy           |            |            |            | Principal  |

### Principal
- Michael Rainey Jr. como Tariq St. Patrick
- Shane Johnson como Cooper Saxe
- Gianni Paolo como Brayden Weston
- Melanie Liburd como Caridad «Carrie» Milgram
- Lovell Adams-Gray como Dru Tejada
- Daniel Bellomy como Ezekiel «Zeke» Cross
- Quincy Tyler Bernstine como Tameika Washington
- Paige Hurd como Lauren Baldwin
- Woody McClain como Cane Tejada
- Justin McManus como Jabari Reynolds
- Method Man como Davis Maclean
- LaToya Tonedeo como Diana Tejada
- Mary J. Blige como Monet Stewart Tejada
- Naturi Naughton como Tasha St. Patrick

### Recurrente
- Kathleen Garrett como la jueza Nina Larkin
- Debbi Morgan como Estelle Green
- Paris Morgan como Yasmine St. Patrick
- Victor Garber como Simon Stern
- Sung Kang como John Mak
- Mark Feuerstein como Steven Ott
- Sherri Saum como Paula Matarazzo
- Berto Colon como Lorenzo Tejada
- Shalim Ortiz como Danilo Ramirez
- Lightskin Keisha como BruShandria Carmichael
- Larenz Tate como el concejal Rashad Tate
- Glynn Turman como Gabriel
- Brandi Denise Boyd como Epiphany Turner
- Cory Jeacoma como Trace Weston
- Marcus Anderson Jr. como Lil' Guap
- Monique Gabriela Curnen como Blanca Rodriguez
- David Zayas como el tío Frank
- Brittani Tucker como Chelle
- Andrea Lee Christensen como Riley Saxe-Merchant
- Donshea Hopkins como Raina St. Patrick
- Bradley Gibson como Everett Neal
- Michael J. Ferguson como Francis «2-Bit» Johnson
- Elizabeth Rodriguez como Paz Valdes
- Luenell Campbell como la Sra. Richards
- Alix Lapri como Effie
- Laz Alonso como Samuel Santana
- Jackie Long como Rico Barnes
- Joseph Sikora como Tommy Egan
- Denim Roberson como Cash Grant

## Episodios
| Temporada | Temporada | Episodios | Episodios               | Emisión original        | Emisión original     |
| Temporada | Temporada | Episodios | Episodios               | Primera emisión         | Última emisión       |
| --------- | --------- | --------- | ----------------------- | ----------------------- | -------------------- |
|           | 1         | 10        | 10                      | 6 de septiembre de 2020 | 3 de enero de 2021   |
|           | 2         | 10        | 10                      | 21 de noviembre de 2021 | 6 de febrero de 2022 |
|           | 3         | 10        | 10                      | 17 de marzo de 2023     | 26 de mayo de 2023   |
|           | 4         | 10        | 5                       | 7 de junio de 2024      | 5 de julio de 2024   |
| 5         | 4         | 10        | 6 de septiembre de 2024 | 4 de octubre de 2024    |                      |

### Temporada 1 (2020–21)
| N.º en serie | N.º en temp. | Título                   | Dirigido por      | Escrito por                                                    | Fecha de emisión original | Audiencia (millones) |
| ------------ | ------------ | ------------------------ | ----------------- | -------------------------------------------------------------- | ------------------------- | -------------------- |
| 1            | 1            | «The Stranger»           | Anthony Hemingway | Courtney A. Kemp                                               | 6 de septiembre de 2020   | 0,680                |
| 2            | 2            | «Exceeding Expectations» | Marisol Adler     | Monica Mitchell                                                | 13 de septiembre de 2020  | 0,564                |
| 3            | 3            | «Play the Game»          | Hernan Otaño      | Gabriela Uribe & Aixsha Hiciano                                | 20 de septiembre de 2020  | 0,535                |
| 4            | 4            | «The Prince»             | Shana Stein       | Charles Ray Hamilton                                           | 27 de septiembre de 2020  | 0,566                |
| 5            | 5            | «The Gift of Maji»       | Erica A. Watson   | Andre J. Ferguson                                              | 4 de octubre de 2020      | 0,593                |
| 6            | 6            | «Good vs. Evil»          | Eif Rivera        | Geoffrey Thorne                                                | 6 de diciembre de 2020    | 0,587                |
| 7            | 7            | «Sex Week»               | Hernan Otaño      | Monica Mitchell & Charles Ray Hamilton                         | 13 de diciembre de 2020   | 0,583                |
| 8            | 8            | «Family First»           | Stewart Schill    | Andre J. Ferguson & Julian Ouanés                              | 20 de diciembre de 2020   | 0,468                |
| 9            | 9            | «Monster»                | Bart Wenrich      | Gabriela Uribe                                                 | 27 de diciembre de 2020   | 0,560                |
| 10           | 10           | «Heart of Darkness»      | Rob Hardy         | Historia: Aixsha Hiciano Guion: Randy Huggins & Aixsha Hiciano | 3 de enero de 2021        | 0,617                |

### Temporada 2 (2021–22)
| N.º en serie | N.º en temp. | Título                    | Dirigido por    | Escrito por                     | Fecha de emisión original | Audiencia (millones) |
| ------------ | ------------ | ------------------------- | --------------- | ------------------------------- | ------------------------- | -------------------- |
| 11           | 1            | «Free Will is Never Free» | Rob Hardy       | Brett Mahoney                   | 21 de noviembre de 2021   | 0,518                |
| 12           | 2            | «Selfless Acts?»          | Stewart Schill  | Monica Mitchell                 | 28 de noviembre de 2021   | 0,526                |
| 13           | 3            | «The Greater Good»        | Brendan Walsh   | Kevin J. Hynes & Oneika Barrett | 5 de diciembre de 2021    | 0,477                |
| 14           | 4            | «Gettin' These Ends»      | Ruben Garcia    | Charles Ray Hamilton            | 12 de diciembre de 2021   | 0,423                |
| 15           | 5            | «Coming Home to Roost»    | Shana Stein     | Aixsha Hiciano                  | 19 de diciembre de 2021   | 0,449                |
| 16           | 6            | «What's Free?»            | Nefertite Nguvu | Andre J. Ferguson               | 9 de enero de 2022        | 0,555                |
| 17           | 7            | «Forced My Hand»          | Hernan Otaño    | Monica Mitchell & Lacey Herbert | 16 de enero de 2022       | 0,522                |
| 18           | 8            | «Drug Related»            | Shana Stein     | Julian Ouanes                   | 23 de enero de 2022       | 0,566                |
| 19           | 9            | «A Fair Fight?»           | Bart Wenrich    | Sara Rose Feinberg              | 30 de enero de 2022       | 0,533                |
| 20           | 10           | «Love and War»            | Rob Hardy       | Gabriela Uribe                  | 6 de febrero de 2022      | 0,801                |

### Temporada 3 (2023)
| N.º en serie | N.º en temp. | Título                         | Dirigido por   | Escrito por                            | Fecha de emisión original | Audiencia (millones) |
| ------------ | ------------ | ------------------------------ | -------------- | -------------------------------------- | ------------------------- | -------------------- |
| 21           | 1            | «Your Reception, Your Reality» | Geary McLeod   | Brett Mahoney & Ashley Victoria Hudson | 17 de marzo de 2023       | 0,362                |
| 22           | 2            | «Need vs. Greed»               | Ruben Garcia   | Monica Mitchell                        | 24 de marzo de 2023       | 0,236                |
| 23           | 3            | «Human Capital»                | Eif Rivera     | Vladimir Cvetko & Jormond Thompson     | 31 de marzo de 2023       | 0,280                |
| 24           | 4            | «The Land of Opportunity»      | Stewart Schill | Andre J Ferguson                       | 7 de abril de 2023        | 0,265                |
| 25           | 5            | «No More Second Chances»       | Rob Hardy      | Lacey Herbert                          | 14 de abril de 2023       | 0,276                |
| 26           | 6            | «Land of Lies»                 | Erica Watson   | Monica Mitchell & Gabriela Uribe       | 21 de abril de 2023       | 0,248                |
| 27           | 7            | «Deal or No Deal»              | Joy T. Lane    | Thomas Wong                            | 28 de abril de 2023       | 0,279                |
| 28           | 8            | «Sacrifice»                    | Dawn Wilkinson | Sara Rose Feinberg                     | 5 de mayo de 2023         | 0,248                |
| 29           | 9            | «A Last Gift»                  | Brendan Walsh  | Gabriela Uribe                         | 19 de mayo de 2023        | 0,209                |
| 30           | 10           | «Divided We Stand»             | Geary McLeod   | Vladimir Cvetko                        | 26 de mayo de 2023        | 0,339                |

### Temporada 4 (2024)
| Parte 1 |    |                          |                |                               |                          |       |
| 31      | 1  | «I Don't Die Easy»       | Brendan Walsh  | Michael C. Martin             | 7 de junio de 2024       | 0,206 |
| 32      | 2  | «To Thine Own Self»      | Jono Oliver    | Sara Rose Feinberg            | 14 de junio de 2024      | 0,213 |
| 33      | 3  | «Birthright»             | Ben Semanoff   | LaDarian Smith                | 21 de junio de 2024      | 0,178 |
| 34      | 4  | «The Reckoning»          | Monica Raymund | Jamila Daniel                 | 28 de junio de 2024      | 0,193 |
| 35      | 5  | «Ego Death»              | Batan Silva    | Lacey Herbert                 | 5 de julio de 2024       | 0,260 |
| Parte 2 |    |                          |                |                               |                          |       |
| 36      | 6  | «The Devil's Playground» | Sharon Lewis   | Paul Eriksen & Stacey Matthew | 6 de septiembre de 2024  | 0,170 |
| 37      | 7  | «I Can't Fix This»       | Ruben Garcia   | Jormond Thompson              | 13 de septiembre de 2024 | 0,160 |
| 38      | 8  | «Higher Calling»         | Joy T. Lane    | Ayanna A. Floyd               | 20 de septiembre de 2024 | 0,154 |
| 39      | 9  | «Married to the Game»    | Brendan Walsh  | Ashley Victoria Hudson        | 27 de septiembre de 2024 | 0,218 |
| 40      | 10 | «Ghost in the Machine»   | Dawn Wilkinson | Corey Deshon                  | 4 de octubre de 2024     | 0,268 |

## Producción

### Desarrollo
El 26 de julio de 2019, Starz ordenó la producción directa de la serie anunciando que Mary J. Blige protagonizaría la serie. El 9 de febrero de 2020, Starz anunció la premisa de la serie. El 4 de agosto de 2020, se anunció que la serie se estrenó el 6 de septiembre de 2020. El 22 de septiembre de 2020, la serie fue renovada para una segunda temporada que se estrenó el 21 de noviembre de 2021. En diciembre de 2021, la serie fue renovada para una tercera temporada, que se estrenó el 17 de marzo de 2023, con Brett Mahoney asumiendo como nuevo showrunner. El 30 de enero de 2023, antes del estreno de la tercera temporada, Starz renovó la serie para una cuarta temporada. El 14 de marzo de 2024 se anunció que la cuarta temporada será la última de la serie y que estará dividida en dos partes.

### Casting
El 26 de julio de 2019, junto con el anuncio de la producción de la serie, se anunció que Mary J. Blige se había unido al elenco principal. El 14 de enero de 2020, se anunció que Method Man se había unido al elenco principal de la serie. El 9 de febrero de 2020, se anunció que todo el resto del elenco principal de la serie. El 21 de julio de 2020, se anunció que Sherri Saum se había unido al elenco principal de la serie. Dos días después, se anunció que Shalim Ortiz se había unido al elenco recurrente de la serie.

## Lanzamiento

### Distribución
La serie se lanzará tanto en España como en Latinoamérica el 6 de septiembre de 2020 en Starz Play.